# Bruce Surtees
Bruce Surtees (* 23. Juli 1937 in Los Angeles, Kalifornien; † 23. Februar 2012 in Carmel, Kalifornien) war ein US-amerikanischer Kameramann.

## Leben
Bruce Surtees, Sohn des Kameramanns und Oscar-Preisträgers Robert Surtees, arbeitete nach seiner Ausbildung an der Art Centre School in Los Angeles für einige Jahre als Trickfilmkameramann beim Disney-Konzern, anschließend als Kameraassistent bei Filmen seines Vaters. Als Chefkameramann ab dem Jahr 1970 fotografierte er vor allem zahlreiche Filme mit Clint Eastwood. Nur gelegentlich, wie z. B. beim Film Ketten aus Gold wurde Surtees von der Kritik eine über routiniertes Handwerk hinausgehende Bildgestaltung („… nur fotografisch über dem Durchschnitt“) bescheinigt. Für seine Arbeit (in schwarz-weiß) an Lenny wurde er für den Oscar nominiert.
Am 23. Februar 2012 verstarb Surtees infolge von Komplikationen seiner Diabetes-Erkrankung.

## Filmografie (Auswahl)
- 1971: Sadistico (Play Misty for Me)
- 1971: Betrogen (The Beguiled)
- 1971: Dirty Harry
- 1972: Der große Minnesota-Überfall (The Great Northfield Minnesota Raid)
- 1972: Eroberung vom Planet der Affen (Conquest of the Planet of the Apes)
- 1973: Ein Fremder ohne Namen (High Plains Drifter)
- 1972: Sinola (Joe Kidd)
- 1973: Heirat ausgeschlossen (Blume in love)
- 1973: Revolte in der Unterwelt (The Outfit)
- 1974: Lenny
- 1975: Die heiße Spur (Night Moves)
- 1976: Der letzte Scharfschütze (The Shootist)
- 1976: Der Texaner (The Outlaw Josey Wales)
- 1977: Michael, der Indianerjunge (Three Warriors)
- 1977: Tag der Entscheidung (Big Wednesday)
- 1978: Movie Movie
- 1979: Flucht von Alcatraz (Escape from Alcatraz)
- 1981: Inchon
- 1981: Der weiße Hund von Beverly Hills (White Dog)
- 1982: Firefox
- 1982: Honkytonk Man
- 1982: Bad Boys – Klein und gefährlich (Bad Boys)
- 1983: Dirty Harry kommt zurück (Sudden Impact)
- 1983: Lockere Geschäfte (Risky Business)
- 1984: Beverly Hills Cop – Ich lös’ den Fall auf jeden Fall (Beverly Hills Cop)
- 1984: Der Wolf hetzt die Meute (Tightrope)
- 1985: Pale Rider – Der namenlose Reiter (Pale Rider)
- 1985: Psycho III
- 1986: Heiße Hölle L.A. (Out of Bounds)
- 1986: Ratboy
- 1987: High-Life am Strand (Back to the Beach)
- 1988: Daddy’s Cadillac (License to Drive)
- 1990: Verrückte Zeiten (Men Don’t Leave)
- 1991: Ein Vermieter zum Knutschen (The Super)
- 1991: Ketten aus Gold (Chains of Gold)
- 1991: Run – Lauf um dein Leben (Run)
- 1992: Zauber eines Sommers (That Night)
- 1993: Das Biest (The Crush)
- 1994: Corrina, Corrina
- 1994: Die Vögel II – Die Rückkehr (The Birds II: Land’s End)
- 1995: Der wunderliche Mr. Cox (The Stars Fell on Henrietta)
- 1996: Mörderischer Tausch (The Substitute)
- 1998: Männer ticken anders (Just a Little Harmless Sex)
- 1999: Verlorene Sieger (That Championship Season)
- 2000: Eine amerikanische Tragödie – Die O.J. Simpson Story (American Tragedy)